# Стожевский, Иосиф Иванович
Иосиф (Осип) Иванович Стожевский (1770 — 13 ноября 1837, Севастополь) — российский вице-адмирал, командир Севастопольского порта.

## Биография
В 1786 году он поступил в Морской кадетский корпус, в 1789 году был произведён в гардемарины, и в этом же году, находясь на корабле «Святослав» принимал участие в сражении со шведами у острова Борнхольм, а следующем году, будучи в составе экипажа корабля «Не тронь меня», продолжил участие в морских сражениях со шведами.
1 мая 1791 года за отличие получил чин мичмана, в 1795 году — лейтенанта. В 1798 году, состоя в эскадре адмирала Ушакова, действовавшей в Архипелаге, Адриатическом и Средиземном морях, он был в сражениях с французами у острова Видо и крепости Корфу, при блокаде крепости Анконы и при взятии крепостей Фана и Сидечалии.
В кампанию 1804 года командовал габарой «Валериан» в плаваниях по Чёрному морю.
В 1807 году, командуя бригом «Алексей», крейсировал около Дунайских берегов до Одессы, потом соединился с флотом при взятии Анапы. 26 ноября 1807 года был удостоен ордена св. Георгия 4-й степени (№ 1892 по кавалерскому списку Григоровича — Степанова).
Произведённый в 1809 году в капитан-лейтенанты, в следующем году Стожевский был назначен командиром корабля «Ягудиил» и участвовал в кампании на Чёрном море для поисков неприятельского флота. В 1811 году назначен эскадр-майором при флотском начальнике в Севастополе и исполнял эту должность следующие четыре года. В 1815 году командовал кораблём «Париж», a в 1817 году крейсировал с практической эскадрой. В 1818—1822 годах был командиром корабля «Максим Исповедник» и в 1823 году произведён в капитаны 1-го ранга.
В 1828 году Стожевский, командуя кораблём «Норд-Адлер», с флотом ходил к турецким крепостям Анапе, Варне, к местечку Новарне, и за содействие против крепости Анапы награждён золотой саблей с надписью «За храбрость» (9 июля 1829 года), а за отличие при взятии Варны произведён в контр-адмиралы. В кампании 1829 года Стожевский крейсировал с флотом у турецких берегов Чёрного моря и у Босфора. В том же году он отправлялся в Сизополь на смену отряда контр-адмирала Скаловского, находясь в непосредственном распоряжении главнокомандующего 2-й армией графа Дибича-Забалканского, и начальствовал отрядом из двух кораблей, одного фрегата и одного брига при взятии Сизополя.
По окончании военных действий Стожевский был назначен начальником 1-й бригады 4-й флотской дивизии Черноморского флота. Назначенный начальником 3-го отряда Боспорской экспедиции, Стожевский, командуя отрядом из трёх кораблей и двух бомбардирских судов, в 1833 году ходил из Севастополя в Одессу для взятия десантных войск, а оттуда в Константинопольский пролив в эскадре генерал-адъютанта Лазарева.
В 1834 году он командовал эскадрой из пяти кораблей, двух фрегатов, одного брига и одного корвета, а в следующем году был назначен командиром Севастопольского порта и в этой должности оставался до самой смерти, в 1836 году произведён в вице-адмиралы. Имел ряд знаков отличия, вплоть до ордена св. Анны 1-й степени включительно; находясь в эскадре, бывшей в Константинополе в 1833 году, он получил от султана золотую медаль с алмазами. За все время своей службы Стожевский сделал тридцать шесть морских кампаний.
Стожевский умер 13 ноября 1837 года в Севастополе.